# Heinz-Rolf Lückert

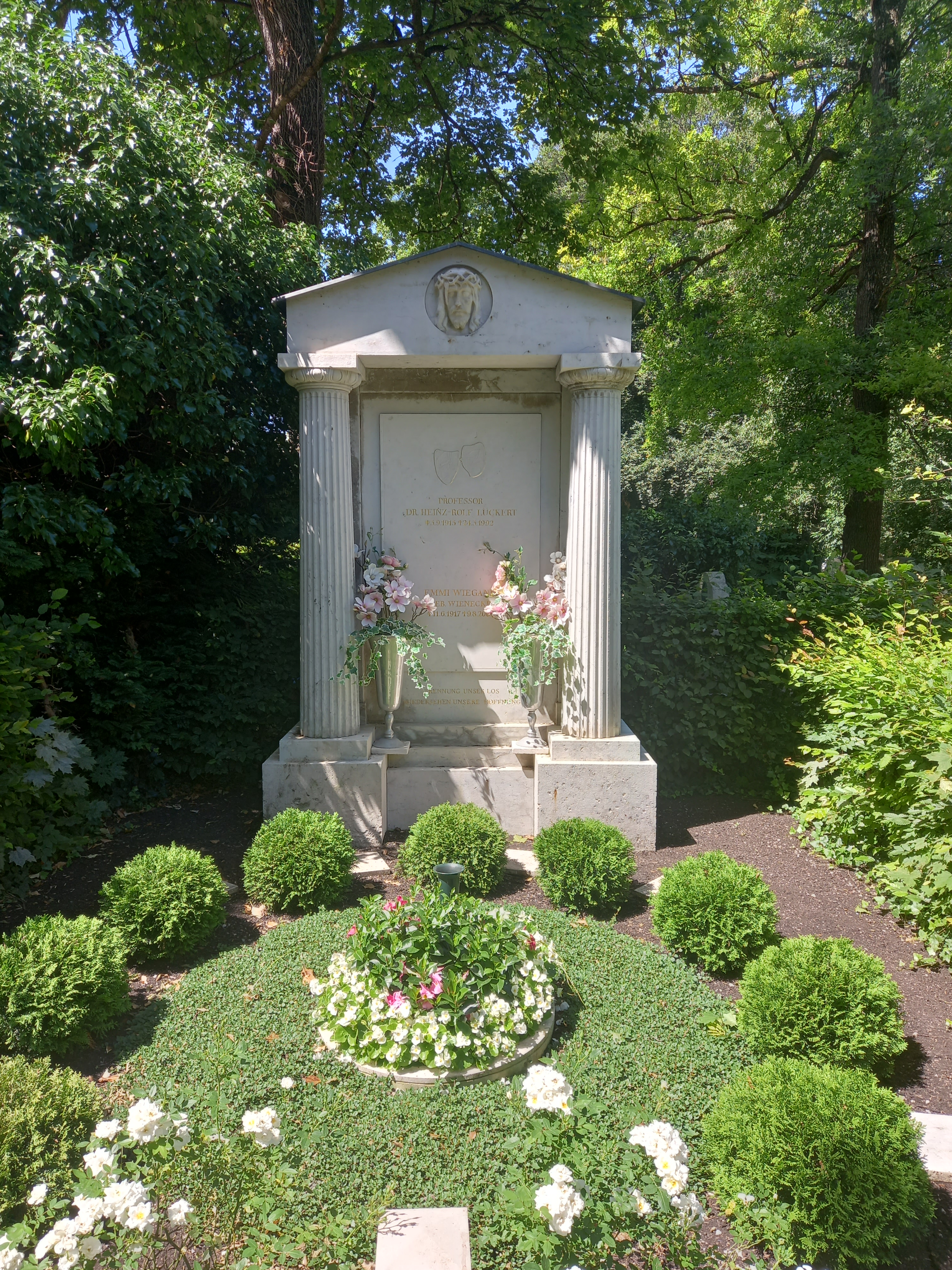
Das Grab von Heinz-Rolf Lückert auf dem Ostfriedhof (München)

Heinz-Rolf Lückert (* 3. September 1913 in Freiburg im Breisgau; † 24. März 1992) war ein deutscher Psychologe und Universitätsprofessor in München. Vor allem Mitte der 1960er und Anfang der 1970er Jahre hatte er durch seine Frühlesepropaganda die Aufmerksamkeit der breiten Öffentlichkeit auf sich gezogen. Dabei wurde er insbesondere von Erika Hoffmann und Gertraud Kietz kritisiert.

## Leben und Wirken
Nach dem Abitur absolvierte er ein Studium für das Lehramt an Volksschulen. Nur noch kurz war Lückert als Lehrer tätig. Mit Ausbruch des Zweiten Weltkriegs wurde er sofort als Soldat eingezogen. Nach Rückkehr aus der Kriegsgefangenschaft studierte Lückert Philosophie und Psychologie an den Universitäten in Göttingen und München. 1949 erwarb der das Diplom in Psychologie an erstgenannter Hochschule. Ein Jahr später promovierte Lückert in München zum Dr. phil. Das Thema seiner Dissertation lautete: Der Vitalaspekt in den Typologien. Ein Beitrag zur typologischen Theoriebildung. 1957 habilitierte er für Psychologie.
Von 1958 bis zu seiner Emeritierung 1978 lehrte Lückert zunächst an der damaligen Pädagogischen Hochschule in München-Pasing und später nach deren Integration an der LMU München als Professor für Psychologie. Zudem war er Mitherausgeber (zusammen mit Horst Nickel und Anne-Marie Tausch) der Zeitschrift Psychologie in Erziehung und Unterricht („Zeitschrift für Forschung und Praxis“), der Fortsetzung der Zeitschrift Schule und Psychologie, herausgegeben durch den Ernst Reinhardt Verlag, München und Basel. Lückerts Methode beeinflusste wesentlich Kurt A. Heller.
Ferner widmete sich Lückert neben seinen wissenschaftlichen Aufgaben der praktischen Umsetzung psychologischer Erkenntnisse, so als Leiter der Arbeitsgemeinschaft für Sozial- und Bildungspraxis und Mitarbeiter bei der fachärztlichen Weiterbildung (Arbeits- und Betriebsmedizin). Nach seiner Emeritierung galt sein ganzer Einsatz als Vorstand des 'Instituts für Aktivationstherapie' der praktischen Umsetzung dieses von ihm entwickelten Therapiekonzepts.
Anlässlich seines Todes teilte die LMU mit:
Professor Lückert ist als oft gefragter psychologischer Ratgeber – insbesondere in Erziehungsfragen – auch durch die Medien einen großen Publikum bekanntgeworden. In seinen Forschungen bemühte er sich um die Einführung psychoanalytischer Konzepte in die akademische Psychologie und befaßte sich mit Erziehung und Bildung im Vorschulalter. Mit der Integration psychoanalytischer Konzepte in die akademische Psychologie hat Professor Lückert frühzeitig einen Weg beschritten, der sich bis heute als fruchtbar erwiesen hat... Seine Übersetzung der Stanford-Intelligenz-Tests gab der deutschen Entwicklungsdiagnostik wichtige Anstöße und machte die Erfassung von Intelligenz – vor allem im frühen Alter – vergleichbar. Entscheidende Impulse erhielt die Vorschulbewegung in der Bundesrepublik durch Professor Lückerts engagiertes Eintreten durch ei e Frühförderung der Kinder. Seine anfängliche Konzentration auf das Frühlesen und die in dieser Richtung unternommene Sammlung von Forschungsergebnissen, wich mehr und mehr einem breiteren entwicklungsorientierten Ansatz kognitiver Förderung im Vorschulalter. In mehreren grundlegenden Aufsätzen legte er diese Auffassung systematisch dar. Prof. Lückert hat mehr als einmal durch provozierende Themen und Befunde die Aufmerksamkeit der breiteren Öffentlichkeit auf sich gezogen. So ist ihm etwas gelungen, was vielen Wissenschaftlern verwehrt bleibt: wissenschaftliche Annahmen und persönliche Schlußfolgerungen auch öffentlich zu diskutieren und dabei Kontroversen nicht aus dem Weg zu gehen.
Lückert ist im Alter von 78 Jahren bei einem Verkehrsunfall ums Leben gekommen.

## Schriften
als Autor
- Die Problematik der Persönlichkeitsdiagnostik. Reinhardt, München 1965.
- Beiträge zur Psychologie der Gegenwartsjugend. Reinhardt, München 1965.
- Behandlung und Vorbeugung von Leseschwierigkeiten. In: Schule und Psychologie. Band 13, Heft 7, 1966, S. 193–207.
- Die basale Begabungs- und Bildungsförderung. Neue Wege der Vorschulerziehung. München 1969. Nachdruck: Wissenschaftliche Buchgesellschaft, Darmstadt 1974.
- Konflikt-Psychologie. Einführung und Grundlegung. Reinhardt, München 1972, ISBN 3-497-00243-7.
- Dokumente einer vorschulischen Begabungsförderung. Karl Witte, ein Beispiel Moderner Erziehung zu Beginn des 19. Jahrhunderts. Goldmann, München 1973, ISBN 3-442-09510-7.
- Begabungs- und Bildungsförderung im Vorschulalter. Wissenschaftliche Buchgesellschaft, Darmstadt 1974, ISBN 3-534-04887-3 (Wege zur Forschung; 260).
- Kinder in veränderter Welt. Eine Revision unserer Auffassung vom Kind. In: Meyers Enzyklopädisches Lexikon. Band 13. 1975, S. 677–681.
- mit Morton Deutsch: Konfliktregelung. Konstruktive und destruktive Prozesse („The resolution of conflict“). Reinhardt, München 1976.
- mit Inge Lückert: Einführung in die kognitive Verhaltenstherapie. Allgemeine Grundlagen; die Modelle von Aaron T. Beck, Albert Ellis, Arnold A. Lazarus, Heinz-Rolf Lückert, Michael J. Mahoney und Donald Meichenbaum. UTB für Wissenschaft. Reinhardt, München 1994, ISBN 3-8252-8087-X (Inhaltsverzeichnis; PDF-Datei; 98 kB).
- mit Inge Lückert: Leben ohne Angst und Panik.Ursachen und Symptome erkennen, Therapiemöglichkeiten wählen. Borgmann Media, Dortmund 2006, ISBN 3-938187-16-6.

als Herausgeber
- mit Walter Becker: Handbuch der Erziehungsberatung. Reinhardt, München 1964.
- Lewis M. Terman, Maud A. Merrill: Stanford-Binet Intelligenz-Test. („Stanford-Binet intelligence scale“). Verlag für Psychologie Hogrefe, Stuttgart 1965.
- Gera N. Getman: Intelligente Kinder durch Erziehung. („How to develop your child's intelligence“). Hyperion, Freiburg/B. 1967.
- Glenn J. Doman, Uta Ballhorn. Wie kleine Kinder lesen lernen. („How to teach your baby to read“). Hyperion, Freiburg/B. 1967.
- Rita Baur: Begabungsforschung und Bildungsförderung als Gegenwartsaufgabe. Reinhardt, München 1975, ISBN 3-497-00245-3.

## Quelle
- Kurt A. Heller/Horst Nickel Heinz-Rolf Lückert †, in: Psychologie in Erziehung und Unterricht 1992/H. 4, S. 241–242